# 大庭佳文
大庭 佳文（おおば よしふみ）は、日本の漫画家。男性。主に成人向け漫画を描いている。漫画は兼業で描いている。

## 作風
登場人物は、小学校高学年〜中学生を中心とし、心理描写、ストーリーを軸に、ほのぼのとした空間を重視した作品が多い。
描かれる女性の、ほぼ全てが貧乳である。

## 人物
映画好きと思われ、単行本のとびら絵、カバー下は、映画ポスター・パンフレットのパロディ作品が見受けられる。

## 作品リスト

### 単行本
1. 『半熟少女』 2007年3月10日発売、久保書店〈ワールドコミックススペシャル〉、ISBN 978-4-76590-969-3
2. 『らてらん』 2010年9月18日発売、久保書店〈ワールドコミックススペシャル〉、ISBN 978-4-76593-446-6